# Hilario Lagos
Hilario Lagos (Buenos Aires, 1806 - julho de 1860) foi um militar argentino que participou nas guerras civis de seu país lutando pelos federais, participou ainda da Guerra da Cisplatina e na Guerra do Prata, lutando pelas forças de Juan Manuel de Rosas durante a Batalha de Monte Caseros.

## Bibliografía
- Burgin, Miron (1979). Aspectos económicos del federalismo argentino. [S.l.]: Hachette